# Combates de Msallata
Los Combates de Msallata Son una serie de enfrentamientos que se están dando entre las fuerzas rebeldes de la República Libia y unidades leales al gobierno de fuerzas leales pro-Gaddafi para el control de la ciudad de Msallata. Msallata es también conocida como Al Qasabat, Cussabat y El Gusbát. Son parte del conflicto Rebelión en Libia de 2011.

## Combate de agosto
El 4 de agosto, un residente de Msallata informó a Reuters que, el 3 de agosto, "hubo un enfrentamiento entre personas que esperaban en una cola fuera de una panadería. Fue justo antes del atardecer, cuando la gente rompe el ayuno del Ramadán". Después de que interviniese la policía se convirtió en una protesta contra el gobierno. Varios edificios del gobierno fueron incendiados, se llamaron a las tropas y la ciudad fue declarada zona cerrada. Los rebeldes locales invadieron una escuela local que estaba siendo utilizada como base para las tropas del gobierno en la ciudad.
El 6 de agosto, los rebeldes de Msallata informaron a la AFP de que las fuerzas pro-gaddafi no controlaban la ciudad, sino que la tenían rodeada y estaban haciendo detenciones en la periferia. La electricidad y las comunicaciones fueron cortadas y había un baño de sangre.
El 7 de agosto, Raed Hussein, un enviado del consejo militar de Msallata, informó de que la ciudad seguía bajo el control de los rebeldes después de cuatro días de asedio. Sin embargo, esperaba que se enviaran más leales desde la cercana Khoms para reforzar el asedio.
El 9 de agosto, los medios de comunicación de al-Manara, alineados con los rebeldes, informaron de que una milicia privada dirigida por un "gángster" nombrado por Gaddafi controlaba las salidas de Msallata, mientras que los residentes anti-Gaddafi de Msallata controlaban la mayor parte del centro de la ciudad.